# 庆华街道
庆华街道，是中华人民共和国黑龙江省黑河市北安市下辖的一个乡镇级行政单位。

## 行政区划
庆华街道下辖以下地区：
热电社区、庆民社区、庆新社区和人和社区。